# Passe (Kleidung)

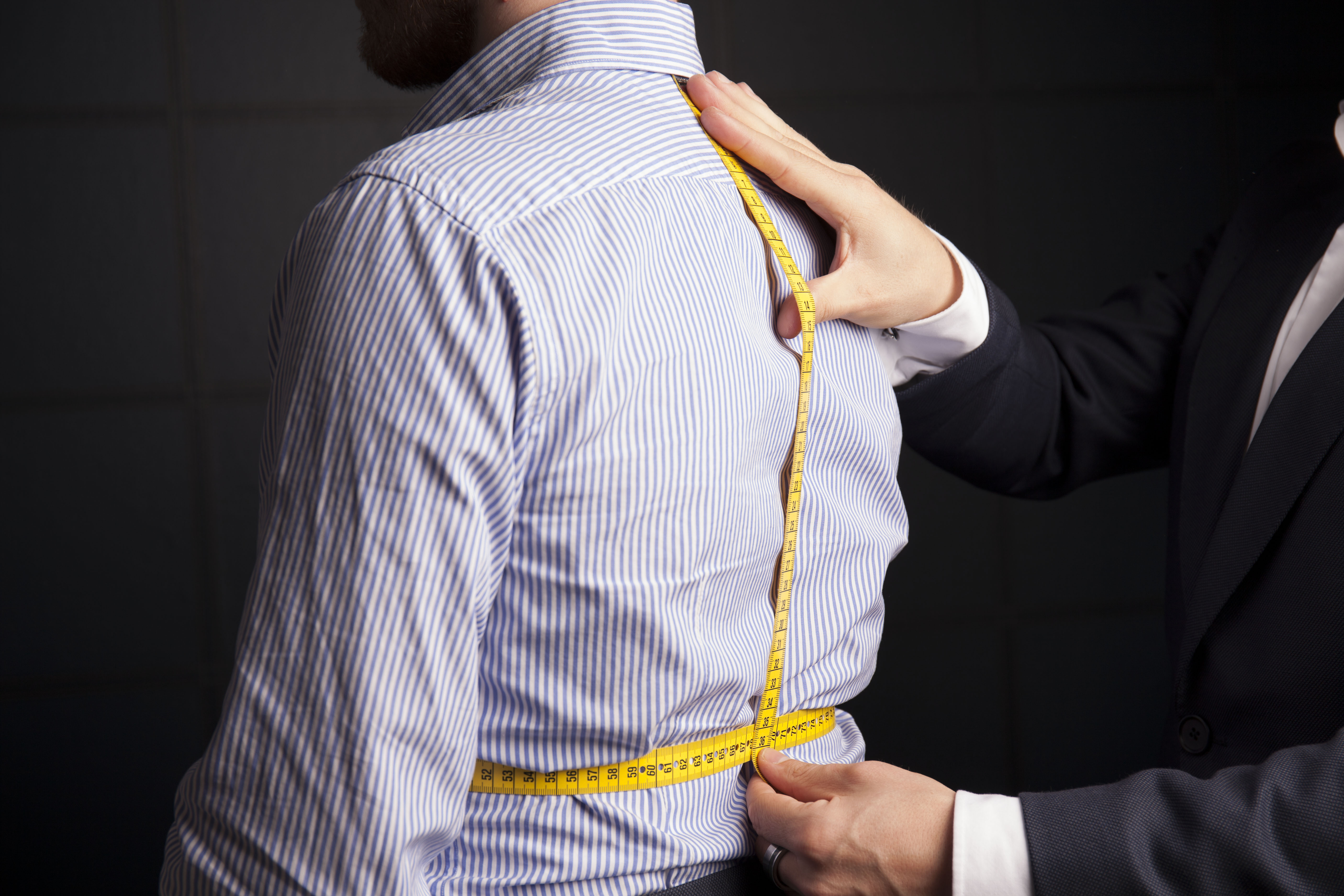
Quergestreifte Passe an einem langsgestreiften Herrenhemd

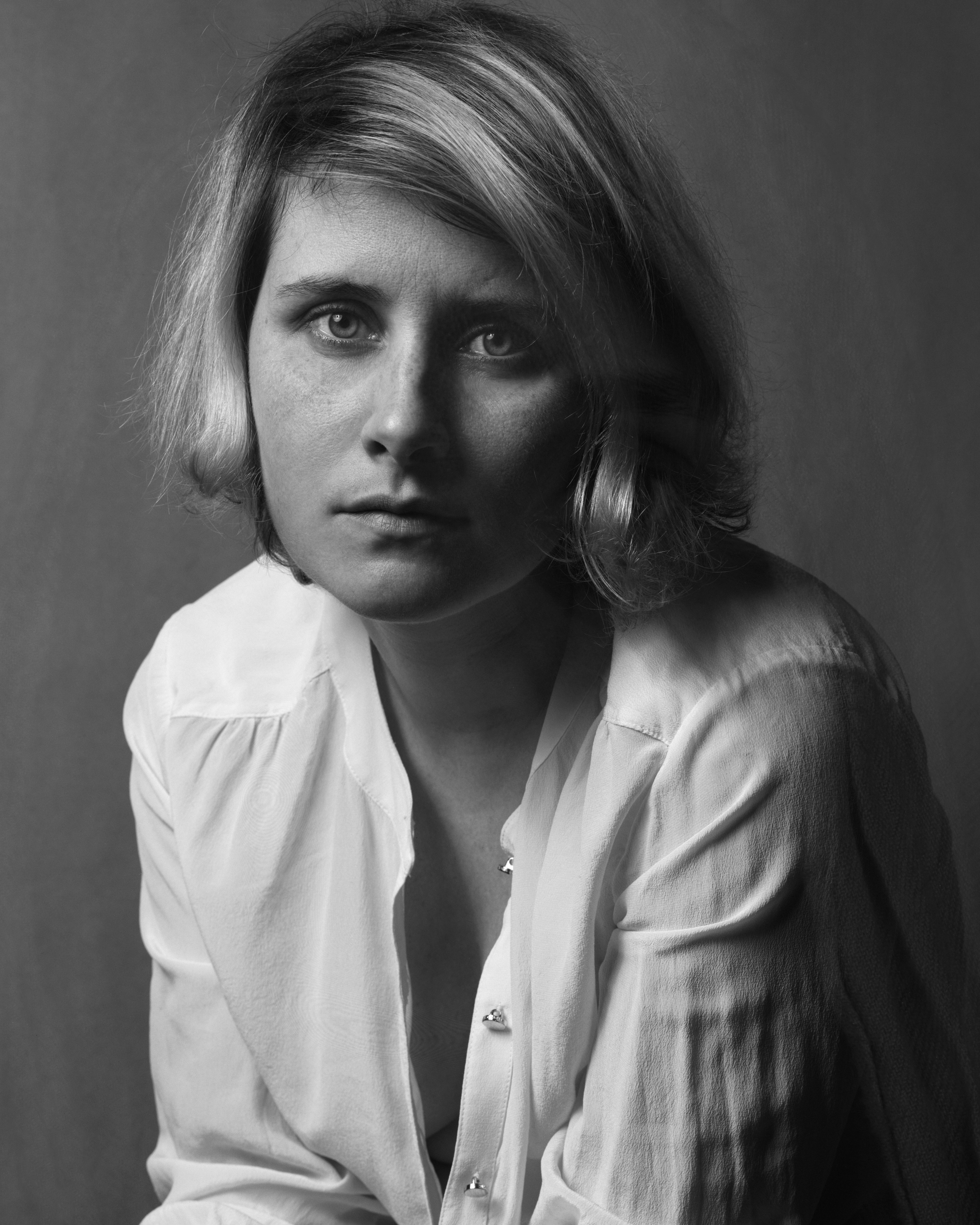
Passe an einer Damenbluse

Die Passe, auch Schulterpasse, Sattel, Goller, Göller oder Koller, engl. yoke, ist das im hinteren Schulterbereich von Hemden eingenähte Stoffstück, das Rücken- und Vorderteil miteinander verbindet. Dadurch wird das bei jedem Hemdenträger leicht unterschiedliche Niveau zwischen rechter und linker Schulter optisch ausgeglichen.

## Varianten
Die Passe kann ein- oder zweilagig („verstürzt“) ausgeführt werden. Üblich ist eine Außenseite und ein innerer Besatz, der die Schnittkanten einfasst und der Innenseite des Hemdes ein sauberes Aussehen verleiht. Bei Freizeithemden und -blusen werden beide Lagen einheitlich zugeschnitten, bei formellen Hemden separat und im schrägen Fadenlauf, weil sich das Hemd dadurch der Körperform besser anpasst. Bei verstürzten Passen können aus modischen Gründen auch unterschiedliche Stoffe verwendet werden, so dass die Innenseite eine besondere Optik erhält.
Eine in der Mitte geteilte Passe (engl. split yoke) soll bei Maßhemden mehr Bewegungsfreiheit ermöglichen, zum Beispiel asymmetrische Sitzpositionen und stark unterschiedliche Schulterhöhen ausgleichen. Die dann unterschiedliche Musterführung wird allerdings auch als störend empfunden.
Speziell bei Blusen sind auch – meist farblich abgesetzte – Passen im vorderen Schulterbereich üblich. Sie kaschieren die Schulterlinie, reduzieren optisch deren Breite und betonen dafür den Oberkörper, eine beliebte Veränderung der modischen Silhouette.

## Etymologie
Der Begriff Passe leitet sich vom gotischen batan, althochdeutschen pazan, mittelhochdeutsch-niederrheinisch passen her, mit der ursprünglichen Bedeutung gehen, vorgehen, auch zum Ziel kommen, erreichen, angemessen sein (frz. passer). Denselben Ursprung hat besser.